# 西原沙織
西原沙織（日语：／ Nishihara Saori，6月16日—），日本女性配音員、旁白。出身於熊本縣熊本市。SAOLIO代表，以前隸屬於PINES。AB型血。

## 來歷
西原沙織原本在福岡擔任解說員和廣播主持人，並且是許多廣播電台的常客。此後，她於2004年移居東京，並活躍於廣告、主持人、講師等廣泛領域。2007年，她開始正式從事配音工作，在電視動畫《幸運☆星》裡飾演鳴海唯一角。作為廣告旁白首次亮相，她說她對這份工作有著特殊的感情。
興趣：肚皮舞、瑜伽、電影鑑賞。每個月大約去電影院5、6次，有時是在工作空閒的時候。在她自己的部落格上也會發布許多關於她在電影院、試映會及DVD看完電影的印象。
2011年8月27日在部落格上宣布結婚。

## 演出

### 電視動畫
- 幸運☆星（2007年，成實唯[5]）

### 遊戲
- 幸運☆星 網路偶像名師（日语：らき☆すた ネットアイドル・マイスター）（成實唯）
- 幸運☆星之森（成實唯）
- 幸運☆星 ～陵櫻學園 櫻藤祭～（日语：らき☆すた 〜陵桜学園 桜藤祭〜）（成實唯）

### CD
- 幸運☆星 角色歌曲 Vol.012 奈那子與唯（日语：らき☆すた キャラクターソング#Vol.012 ななことゆい）
- 幸運☆星 廣播劇CD（成實唯）

### 旁白

#### 電視
- NHK教育
- NHK教育
- NHK教育
- NHK BS1
- NHK
- NHK BShi特集
- NHK
- NHK
- NHK（多數系列）
- NHK（多數系列）
- NHK（多數系列）
- BS日視
- 富士電視台（直播旁白）
- BS朝日　等多數

#### DVD
- 幸運☆星 in 武道館 為你而唱

#### 廣告
- Mister Donut
- FamilyMart
- PIETRO（日语：ピエトロ (福岡県)）
- 三越
- 大塚製藥
- NTT DOCOMO
- 九州電力

## 腳註

## 外部連結
- 西原沙織的X（前Twitter） （日語）
- （日語）—西原沙織的官方個人部落格。
- （日語）—西原沙織的官方個人網站。
- （英文）—西原沙織的官方個人網站。